# Fernand Bouisson

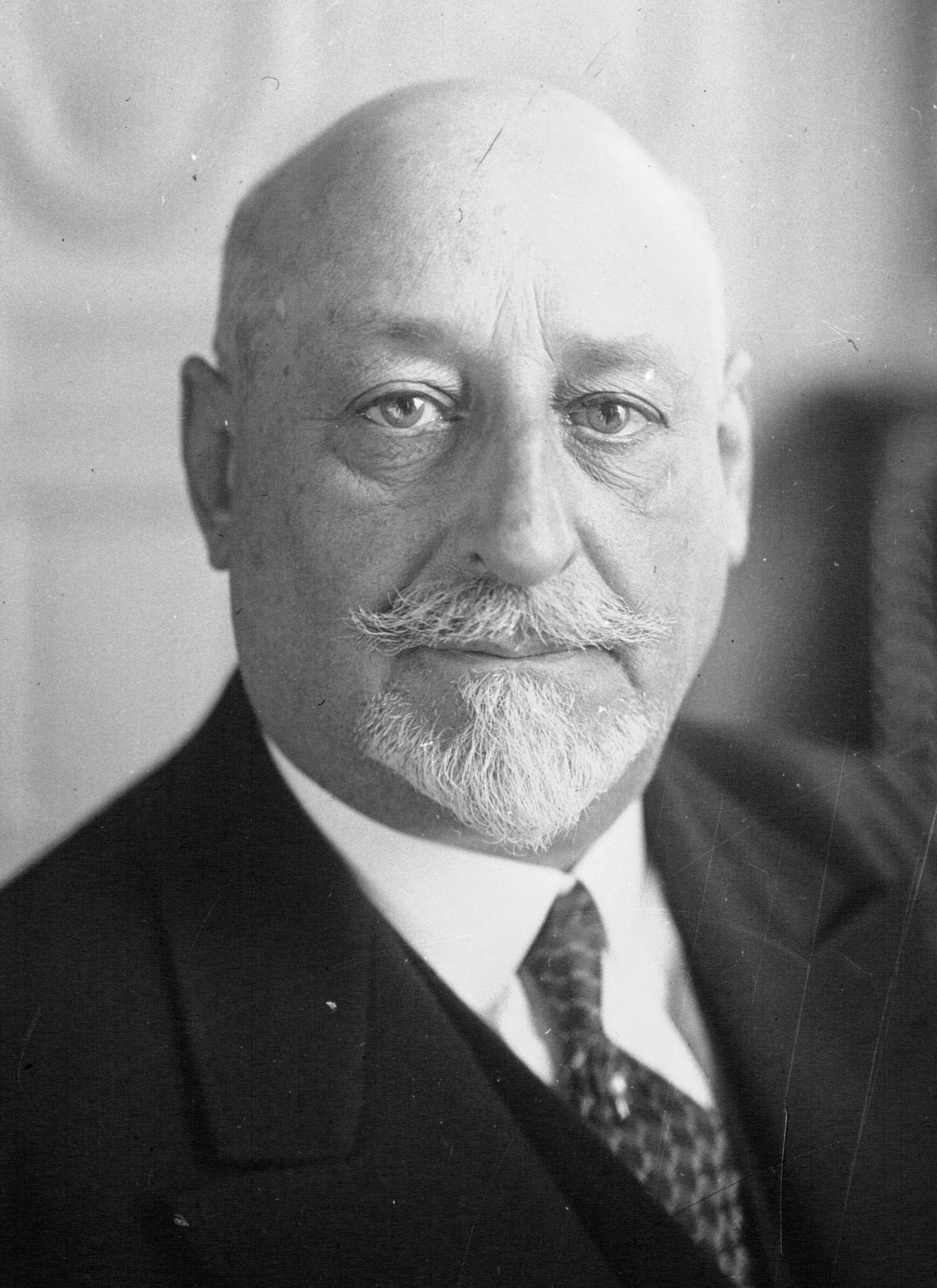
Fernand Bouisson (1931)

Fernand Bouisson (* 16. Juni 1874 in Constantine, Französisch-Algerien; † 28. Dezember 1959 in Antibes, Département Alpes-Maritimes) war ein französischer Politiker.

## Leben
Bouisson war ein Politiker der Dritten Republik und amtierte von 1907 bis 1909 als Bürgermeister von Aubagne. Er saß von 1909 bis 1940 als Vertreter des Départements Bouches-du-Rhône in der französischen Abgeordnetenkammer (Chambre des députés), zunächst für die unabhängigen Sozialisten (PSI), dann für die SFIO und zuletzt für die republikanisch-sozialistische PRS. Im zweiten Kabinett von Georges Clemenceau bekleidete er 1918/19 das Amt des Kommissars für die Marine und das Marinetransportwesen.
Bouisson wurde am 11. Januar 1927 zum Präsidenten der Abgeordnetenkammer (Nationalversammlung) gewählt, ein Amt, das er mit einer kurzen Unterbrechung vom 1. bis zum 4. Juni 1935, als er Premierminister (Président du Conseil) war, ausübte. Während seiner kurzen Regierungszeit, die aufgrund eines Misstrauensvotums endete, waren unter anderem die Politiker Pierre Laval, Édouard Herriot, Joseph Caillaux, Georges Mandel und Philippe Pétain Mitglieder seines Kabinetts. Gleichzeitig übernahm er bis zum 7. Juni 1935 das Amt des Innenministers. Nach dem Wahlsieg der Volksfront musste er am 31. Mai 1936 auch sein Amt als Präsident der Abgeordnetenkammer niederlegen. Ferner war er von 1928 bis 1934 Präsident der Interparlamentarischen Union (IPU).
Bouisson versuchte die parlamentarische Arbeit zu verbessern, indem er 1935 ein neues Wahlrechtsprinzip, das vote électrique (heute: vote électronique) verfasste. Am 10. Juli 1940 stimmte er in der Nationalversammlung für die erweiterten Vollmachten Marschall Pétains. Von 1935 bis 1942 war er Bürgermeister von La Ciotat.